# Theridion albopictum
Theridion albopictum là một loài nhện trong họ Theridiidae.
Loài này thuộc chi Theridion. Theridion albopictum được Tord Tamerlan Teodor Thorell miêu tả năm 1898.